# Astor blanc-i-negre
L'astor blanc-i-negre (Astur melanoleucus; syn: Accipiter melanoleucus) és una espècie d'ocell de la família dels accipítrids (Accipitridae). Habita els boscos de l'Àfrica Subsahariana, a les muntanyes d'Etiòpia, Eritrea i sud-est del Sudan, i des de Guinea cap a l'est fins a Kenya i cap al sud fins al sud de Sud-àfrica. El seu estat de conservació es considera de risc mínim.

## Taxonomia
Tradicionalment l'astor blanc-i-negre estava classificat dins el gènere Accipiter. Tanmateix, estudis filogenètics moleculars van trobar que aquest gènere era polifilètic i es va proposar reordenar les seves espècies en 5 gèneres monofilètics. En base a aquests estudis, el Congrés Ornitològic Internacional, en la seva llista mundial d'ocells (versió 14.2, 2024) transferí aquesta espècie al gènere Astur, que fou recuperat per a tal fí.
Segons el Handook of the Birds of the World i la quarta versió de la BirdLife International Checklist of the birds of the world (Desembre 2019), aquest tàxon apareix classificat dins del gènere Accipiter.